# Karl Mediz

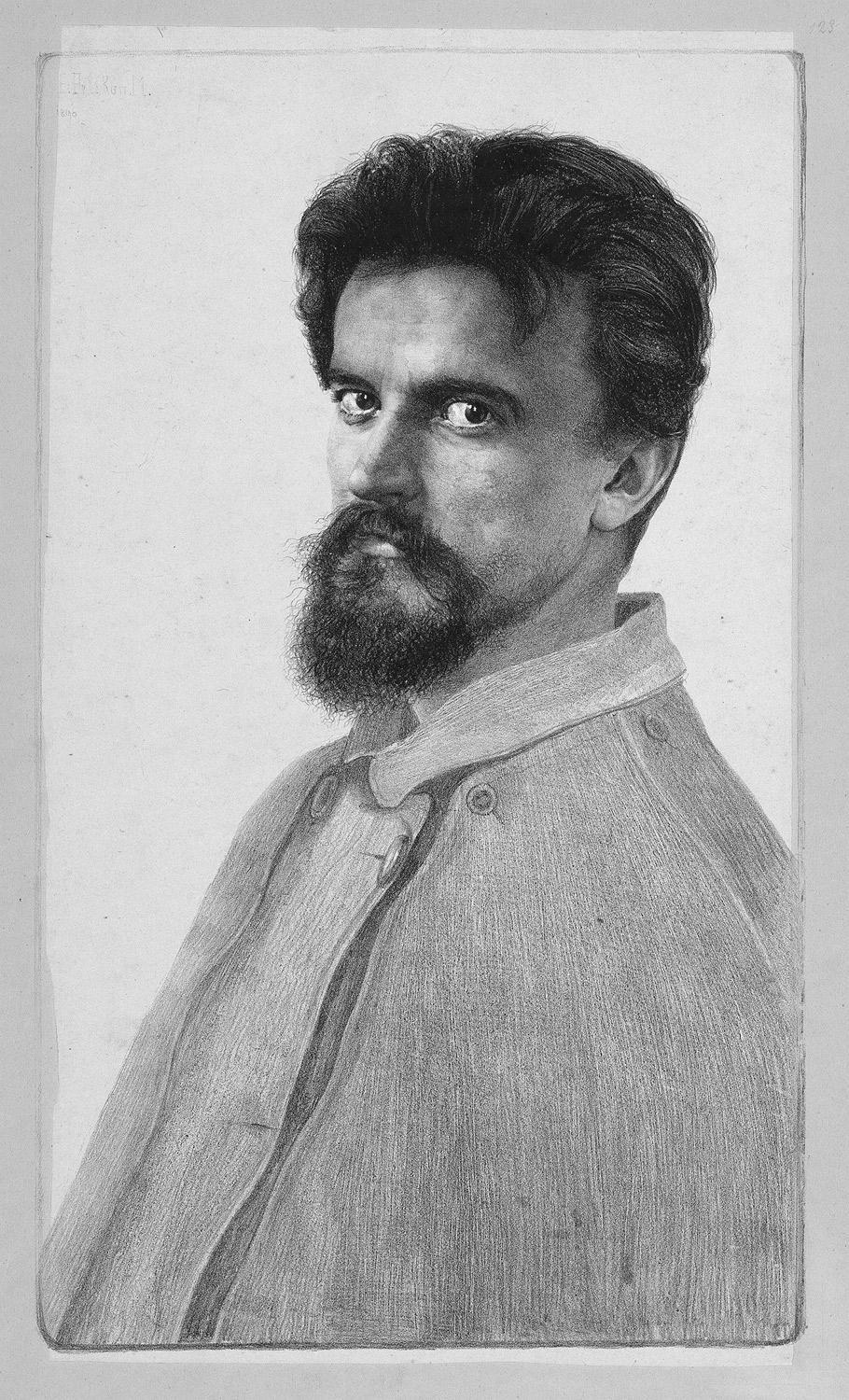
Karl Mediz von Emilie Mediz-Pelikan (1896)

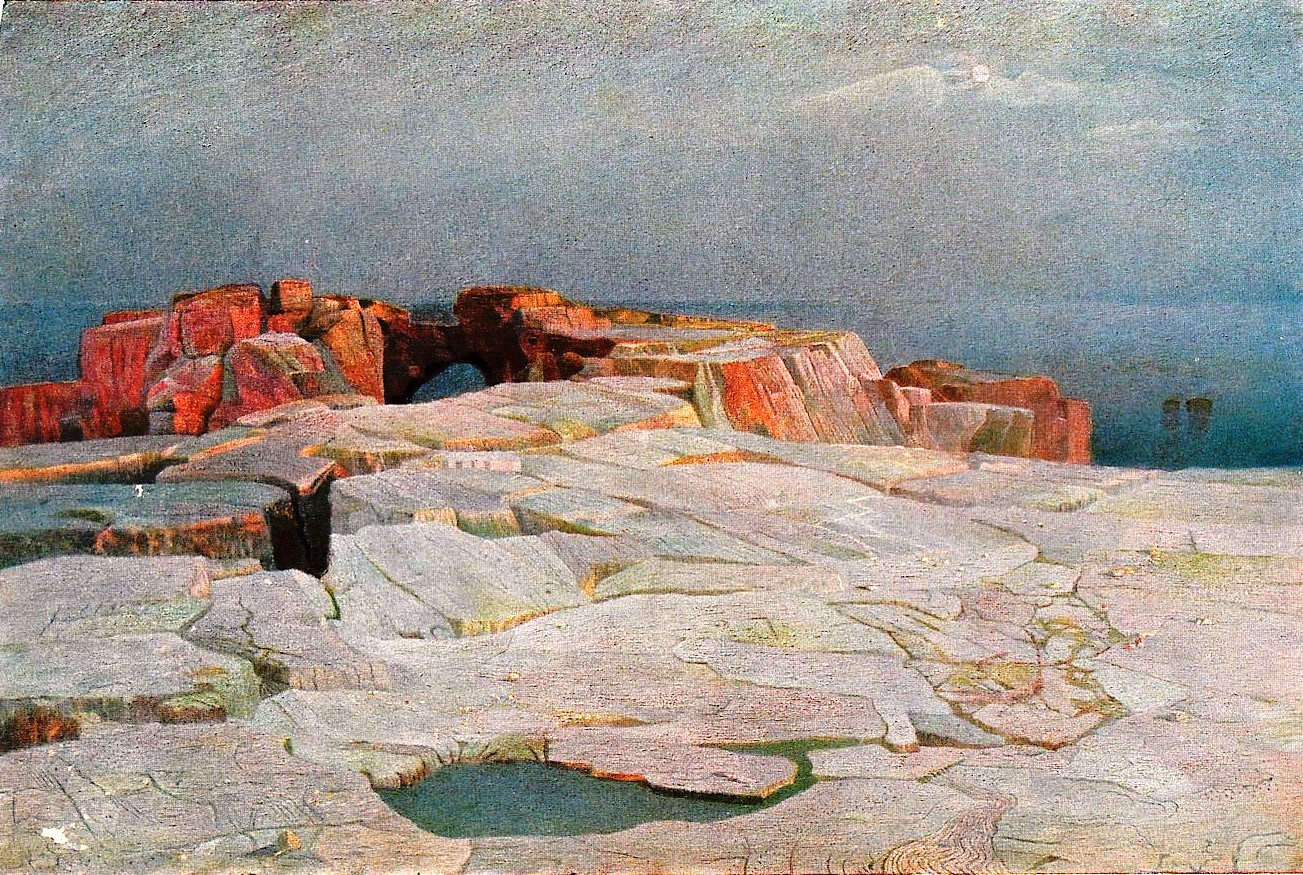
Landschaft

Karl Mediz (* 4. Juni 1868 in Hernals, Österreich-Ungarn; † 11. Jänner 1945 in Dresden) war ein österreichischer Maler. Die Künstlerin Emilie Mediz-Pelikan war seine Ehefrau.

## Leben
Karl Mediz entstammte einer Kaufmannsfamilie. Er wuchs bei seiner Tante in Znaim auf und machte in der Gemischtwarenhandlung seines Onkels in Retz eine Lehre. Nachdem ihm Friedrich von Amerling künstlerisches Talent bescheinigt hatte, studierte Mediz an der Akademie der bildenden Künste Wien bei Christian Griepenkerl und Fritz L’Allemand, in München bei Paul Hermann Wagner und Alexander Demetrius Goltz und an der Privatakademie Julian in Paris. In der Künstlerkolonie Dachau lernte er 1888 seine spätere Frau Emilie Mediz-Pelikan kennen, die er 1891 heiratete. Trotz Bekanntschaft mit Theodor von Hörmann und lobenden Urteilen von Fritz von Uhde, Franz von Lenbach und Ludwig Hevesi konnte sich Mediz in Wien nicht durchsetzen und fristete mit seiner Frau ein kümmerliches Dasein. Von Freunden finanziell unterstützt unternahm er 1892 eine Studienreise nach Tolcsva in Ungarn und nach Italien. Ab 1894 hielt sich Mediz häufig in Dresden auf, wohin er mit seiner Frau schließlich ganz übersiedelte.
Von 1902 bis 1912 war Karl Mediz Mitglied des Hagenbundes. Er stellte außer in Wien 1904 in Dresden, 1905 und 1906 in Berlin und 1911 in Rom aus. Nach dem Tod seiner Frau 1908 zog sich Mediz aus der Öffentlichkeit zurück. 
Anlässlich der Ausstellung des Sächsischen Kunstvereins Die Kunst dem Volke auf der Brühlschen Terrasse gab es 1933 eine Sonderausstellung Karl Mediz und Richard Guhr. Mediz stand 1944 in der Gottbegnadeten-Liste des Reichsministeriums für Volksaufklärung und Propaganda.
Der Nachlass des Künstlerehepaares mit 1180 Nummern wurde nach 1975 vom Gerhart-Hauptmann-Museum in Radebeul der Republik Österreich übergeben.

## Werk
Karl Mediz, dem mit symbolistischen Bildern um 1900 gemeinsam mit seiner Frau der Durchbruch auf dem Kunstmarkt gelungen war, befasste sich vorwiegend mit Landschafts- und Porträtmalerei. Nach dem Tod seiner Frau schuf er vermehrt graphische Arbeiten. Einflüsse von Ferdinand Hodler und Giovanni Segantini sind erkennbar.
Er war längere Zeit vergessen, da sein Nachlass in der DDR verschollen war. Mit einer ersten großen Ausstellung im Oberösterreichischen Landesmuseum 1986 setzte seine Wiederentdeckung ein.
- Das lila Staatskleid (Wien, Belvedere, Inv. Nr. 9725), 1891, Öl auf Leinwand, 160 × 181 cm
- Der Geier im Felsengestein (Wien, Belvedere, Inv. Nr. 9791), 1897, Öl auf Leinwand, 68,5 × 98,6 cm
- Die Steinträger von Ragusa (Wien, Belvedere, Inv. Nr. 7243), 1898, Öl auf Leinwand, 171 × 261 cm
- Die Eismänner (Wien, Belvedere, Inv. Nr. 440), vor 1902, Öl auf Leinwand, 213 × 255 cm
- Einsamkeit (Wien, Belvedere, Inv. Nr. 542), um 1902–1903, Öl auf Leinwand, 132 × 184 cm
- Landschaft mit Felsen (Wien, Belvedere, Inv. Nr. 7244), 1905, Öl auf Leinwand, 40 × 50 cm